# Jerzy Szkutnik
Jerzy Tomasz Szkutnik (ur. 3 lutego 1948 w Kowarach) – profesor nauk technicznych na Politechnice Częstochowskiej, członek Komisji Energetyki Polskiej Akademii Nauk Oddział w Katowicach, członek Grupy Ekspertów Narodowego Centrum Badań i Rozwoju, członek Stowarzyszenia Elektryków Polskich i przewodniczący Rady na Rzecz Zrównoważonego Rozwoju Gospodarki Energetycznej Miasta Częstochowy.
Ukończył IV Liceum Ogólnokształcące im. Henryka Sienkiewicza w Częstochowie w 1966. W latach 1966–1972 studiował na Wydziale Elektrycznym Politechniki Częstochowskiej. Od 1972 jest zatrudniony w tej uczelni w charakterze nauczyciela akademickiego. Uhonorowany Złotym Krzyżem Zasługi, Złotą i Srebrną Odznaką Stowarzyszenia Elektryków Polskich.